# Pleasantville, Quận Bedford ,Pennsylvania
Pleasantville là một thị trấn thuộc quận Bedford, tiểu bang Pennsylvania, Hoa Kỳ. Năm 2010, dân số của thị trấn này là 198 người.